# Paramore-diszkográfia
A Paramore nevű amerikai alternatív rockegyüttes diszkográfiája három stúdióalbumot, egy középlemezt (EP), két koncert albumot, tíz kislemezt és tíz videóklipet tartalmaz.
A Paramore 2004-ben alapította Franklinben Hayley Williams énekesnő, Josh Farro gitáros és Zac Farro dobos. 2005-ben kiadták a bemutatkozó albumukat, az All We Know Is Falling-ot. Az album kisebb sikereket ért el az Egyesült Államokban. Erről az albumról három kislemezt, a Pressure-t, az Emergency-t és az All We Know-t adtak ki. Egyik kislemez sem került fel a megjelenésükkor a slágerlistákra, azonban a Pressure később a 62. helyezést érte el a Hot Digital Songs slágerlistán.
A második albumukat, a Riot!-ot 2007-ben adták ki és a 15. helyezést érte el a Billboard 200 slágerlistán. Erről az albumról négy kislemezt, a Misery Business-t, a Hallelujah-t, a Crushcrushcrush-t és a That's What You Get-et. a Misery Business platinalemez lett Amerikában és a 3. helyezést érte el a Hot Modern Rock Tracks slágerlistán.
A harmadik albumukat, a Brand New Eyes-t 2009-ben adták ki. Erről az albumról három kislemezt, a Ignorance-t, a Brick by Boring Brick-et és a The Only Exception-t adtak ki. Az ausztrál, az ír, az új-zélandi, a brit, a brit rock és az amerikai Billboard Alternative Albums slágerlistán is az első lett. Ausztráliában, Írországban, Új-Zélandon és az Egyesült Királyságban aranylemez lett.

## Albumok

### Stúdió albumok
| 2005                                                                             | All We Know Is Falling - Kiadási dátum: 2006. július 26. - Kiadó: Fueled by Ramen - Formátumok: CD, LP       | —  | —  | —  | — | —  | —  | —  | —  | —  | 51 | - Egyesült Királyság: Aranylemez                                                                                               |
| 2007                                                                             | Riot! - Kiadási dátum: 2007. június 12. - Kiadó: Fueled by Ramen - Formátumok: CD, letöltés, LP              | 15 | 47 | 66 | — | 26 | 63 | 53 | 61 | 15 | 24 | - Amerika: Platinalemez - Ausztrália: Aranylemez - Kanada: Aranylemez - Új-Zéland: Aranylemez - Egyesült Királyság: Aranylemez |
| 2009                                                                             | Brand New Eyes - Kiadási dátum: 2009. szeptember 29. - Kiadó: Fueled by Ramen - Formátumok: CD, letöltés, LP | 2  | 1  | 6  | 3 | 5  | 7  | 1  | 1  | 1  | 1  | - Ausztrália: Aranylemez - Új-Zéland: Aranylemez - Egyesült Királyság: Aranylemez                                              |
| A „—” jel azt jelöli, hogy vagy nam adták ki vagy nem került fel a slágerlistára | |    |    |    |   |    |    |    |    |    |    | |

### Koncert albumok
| 2008 | Live in the UK 2008 - Kiadási dátum: 2008. január 30. - Kiadó: Fueled by Ramen - Formátumok: CD, letöltés | —  | —  | —  | —   |                                              |
| 2008 | The Final Riot! - Kiadási dátum: 2008. november 25. - Kiadó: Fueled by Ramen - Formátumok: CD, letöltés   | 87 | 35 | 31 | 153 | - Amerika: Aranylemez - Kanada: Platinalemez |
| A „—” jel azt jelöli, hogy vagy nam adták ki vagy nem került fel a slágerlistára                                                                | |    |    |    |     |                                              |
| Megjegyzés: A The Final Riotot mind Kanadában mind az Államokban DVD-nek minősítették így kevesebb eladott példányszám kellett a minősítésekhez | |    |    |    |     |                                              |

### Középlemezek
| Év   | Részletek                                                                                                 |
| ---- | --- |
| 2006 | The Summer Tic EP - Kiadási dátum: 2006. augusztus 2. - Kiadó: Fueled by Ramen - Formátumok: CD, letöltés |

## Kislemezek
| Év                                                                               | Kislemez              | Legjobb helyezés a slágerlistán | Legjobb helyezés a slágerlistán | Legjobb helyezés a slágerlistán | Legjobb helyezés a slágerlistán | Legjobb helyezés a slágerlistán | Legjobb helyezés a slágerlistán | Legjobb helyezés a slágerlistán | Legjobb helyezés a slágerlistán | Legjobb helyezés a slágerlistán | Legjobb helyezés a slágerlistán | Jelölés             | Album                  |
| Év                                                                               | Kislemez              | USA                             | AUS                             | AUT                             | KANADA                          | FINNORSZÁG                      | NÉMETORSZÁG                     | ÍRORSZÁG                        | NL                              | ÚJ-ZÉLAND                       | EGYESÜLT KIRÁLYSÁG              | Jelölés             | Album                  |
| -------------------------------------------------------------------------------- | --------------------- | ------------------------------- | ------------------------------- | ------------------------------- | ------------------------------- | ------------------------------- | ------------------------------- | ------------------------------- | ------------------------------- | ------------------------------- | ------------------------------- | ------------------- | ---------------------- |
| 2005                                                                             | Pressure              | —                               | —                               | —                               | —                               | —                               | —                               | —                               | —                               | —                               | —                               | —                   | All We Know Is Falling |
| 2005                                                                             | Emergency             | —                               | —                               | —                               | —                               | —                               | —                               | —                               | —                               | —                               | —                               | —                   | All We Know Is Falling |
| 2006                                                                             | All We Know           | —                               | —                               | —                               | —                               | —                               | —                               | —                               | —                               | —                               | —                               | —                   | All We Know Is Falling |
| 2007                                                                             | Misery Business       | 26                              | 64                              | —                               | 67                              | —                               | 79                              | —                               | 28                              | —                               | 17                              | - USA: Platinalemez | Riot!                  |
| 2007                                                                             | Hallelujah            | —                               | —                               | —                               | —                               | —                               | —                               | —                               | —                               | —                               | 139                             | —                   | Riot!                  |
| 2007                                                                             | Crushcrushcrush       | 54                              | —                               | —                               | —                               | 4                               | —                               | —                               | —                               | 32                              | 61                              | - USA: Aranylemez   | Riot!                  |
| 2008                                                                             | That's What You Get   | 66                              | —                               | —                               | 92                              | 51                              | —                               | —                               | —                               | 35                              | 55                              | - USA: Aranylemez   | Riot!                  |
| 2008                                                                             | Decode                | 33                              | 12                              | 59                              | 48                              | 9                               | 47                              | —                               | —                               | 15                              | 52                              | - USA: Aranylemez   | Alkonyat OST           |
| 2009                                                                             | Ignorance             | 67                              | 35                              | 17                              | 96                              | —                               | 42                              | 49                              | —                               | 32                              | 14                              | —                   | Brand New Eyes         |
| 2009                                                                             | Brick by Boring Brick | —                               | 85                              | —                               | —                               | —                               | —                               | —                               | —                               | 33                              | 85                              | —                   | Brand New Eyes         |
| 2010                                                                             |                       |                                 |                                 |                                 |                                 |                                 |                                 |                                 |                                 |                                 |                                 |                     |                        |
| The Only Exception                                                               | —                     | —                               | —                               | —                               | —                               | —                               | —                               | —                               | —                               | —                               | —                               |                     |                        |
| A „—” jel azt jelöli, hogy vagy nam került fel a slágerlistára vagy nem jelölték |                       |                                 |                                 |                                 |                                 |                                 |                                 |                                 |                                 |                                 |                                 |                     |                        |

### Egyéb slágerlistás dalok
| Év                                                                               | Kislemez    | Legjobb helyezés a slágerlistán | Legjobb helyezés a slágerlistán | Album          |
| Év                                                                               | Kislemez    | USA                             | Egyesült Királyság              | Album          |
| -------------------------------------------------------------------------------- | ----------- | ------------------------------- | ------------------------------- | -------------- |
| 2009                                                                             | Careful     | 78                              | 124                             | Brand New Eyes |
| 2009                                                                             | Turn It Off | —                               | 150                             | Brand New Eyes |
| A „—” jel azt jelöli, hogy vagy nem adták ki vagy nem került fel a slágerlistára |             |                                 |                                 |                |

## Videóklipek
| Év   | Cím                   | Rendező                     | Hiv.   |
| ---- | --------------------- | --------------------------- | ------ |
| 2005 | All We Know           | Dan Dobi                    | [ 18 ] |
| 2005 | Pressure              | Shane Drake                 | [ 19 ] |
| 2006 | Emergency             | Shane Drake                 | [ 20 ] |
| 2007 | Misery Business       | Shane Drake                 | [ 21 ] |
| 2007 | Hallelujah            | Big TV!                     |        |
| 2007 | Crushcrushcrush       | Shane Drake                 | [ 22 ] |
| 2008 | That's What You Get   | Marcos Siega                | [ 23 ] |
| 2008 | Decode                | Shane Drake                 | [ 24 ] |
| 2009 | Ignorance             | Honey                       | [ 25 ] |
| 2009 | Brick by Boring Brick | Meiert Avis és Chris LeDoux | [ 26 ] |
| 2010 | The Only Exception    | Brandon Chesbro             |        |